# 아키코 (배우)
아키코(亜希子, 1989년 8월 18일~)는 일본의 여성 아이돌 그룹 SDN48의 전 멤버이다. 지바현 출신.
10분 먼저 태어난 쌍둥이 언니는 같은 멤버 나츠코다.

## 참가 유닛곡
싱글 CD 참가곡
SDN48 명의
1. 고독의 러너(孤独なランナー)
2. 사도에 건넌다(佐渡へ渡る) - 언더걸즈 B 명의
3. 아와지 섬의 양파(淡路島のタマネギ) - 언더걸즈 B 명의
4. 조르는 샴페인(おねだりシャンパン) - 언더걸즈 A 명의
5. 감자탕 모정(カムジャタン慕情) - 언더걸즈 A 명의
6. 쿠리쿠리(クリクリ) - 언더걸즈 A 명의
7. 끝나지 않는 앵콜(終わらないアンコール)

나츠아키 명의
1. 괜찮으니까 토마토 먹어 (いいからトマト食え)

SDN48 1st Stage 2기생 「유혹의 카터(誘惑のガーター)」공연
1. Black boy
2. I'm sure